# I Am... Tour
L'I Am... Tour è stato il quarto tour di concerti della cantautrice statunitense Beyoncé, a supporto del suo terzo album in studio, I Am... Sasha Fierce.
Il tour fu annunciato nel mese di ottobre 2008 e le prime date furono svelate a dicembre. Prese il via alla fine di marzo 2009 con cinque show di prova negli Stati Uniti, ma ufficialmente iniziò alla fine di aprile 2009 all'Arena Zagreb in Croazia. Il tour si è protratto per diversi mesi, terminando dopo 108 spettacoli.
Nel 2009 il tour fu nominato nella categoria "Eventful Fan's Choice Award" alla sesta edizione dei "Billboard Touring Awards". La tournée ha guadagnato in totale $119.5 milioni.

## Lo show

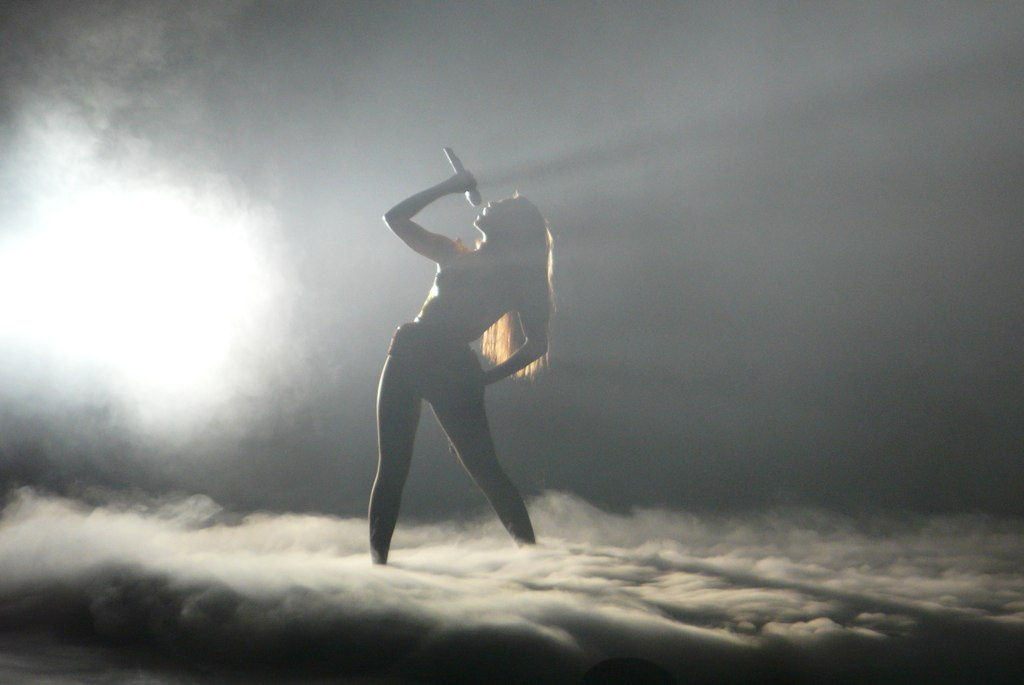
Beyoncé entra in scena all'inizio dello show

Lo show comincia con l'entrata di Beyoncé, illuminata solamente da un faro, sul palco totalmente invaso dal fumo. Poco dopo viene raggiunta da alcuni ballerini ed esegue la prima canzone dello show, Crazy in Love, per la quale vengono sparati in aria dei coriandoli e nuvole di glitter. Si passa poi a Naughty Girl. Durante il brano, il palco viene invaso da fasci di luce arancioni. Seguono Freakrum Dress e Get Me Bodied, con la cantante in un abito di paillettes che esegue varie mosse di danza.
In seguito, Beyoncé riappare in cima ad una mastodontica scala, la parte più grande del palco, per eseguire Smash Into You. Per Ave Maria invece, l'artista utilizza un vestito bianco che con l'applicazione di un velo diventa un abito da sposa. I brani che seguono sono Broken-Hearted Girl e If I Were a Boy, durante la quale Beyoncé indossa una corazza in pelle e si cimenta in diverse mosse maschili. Un intermezzo video con estratti da Sweet Dreams viene mostrato sugli schermi, e quando termina la cantante esegue Diva con indosso un abito leopardato. Segue un secondo video, dove viene mostrata l'artista che balla all'età di quindici anni. La prossime canzoni sono Radio e Me, Myself and I. Quando quest'ultima finisce, la Knowles fa un discorso dove parla di female-empowerment. La sezione termina con le esecuzioni di Ego e Hello.

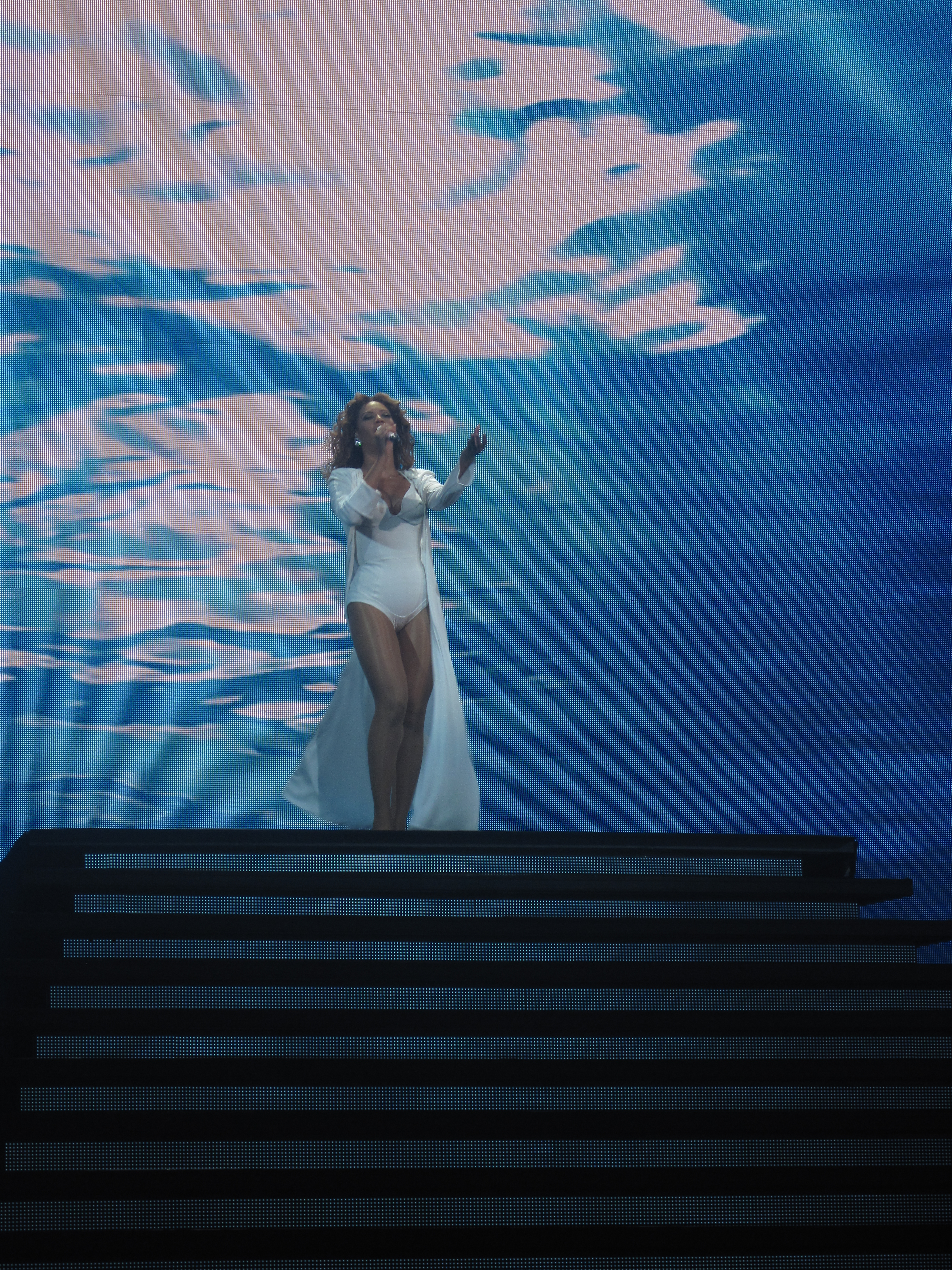
Beyoncé esegue Smash Into You

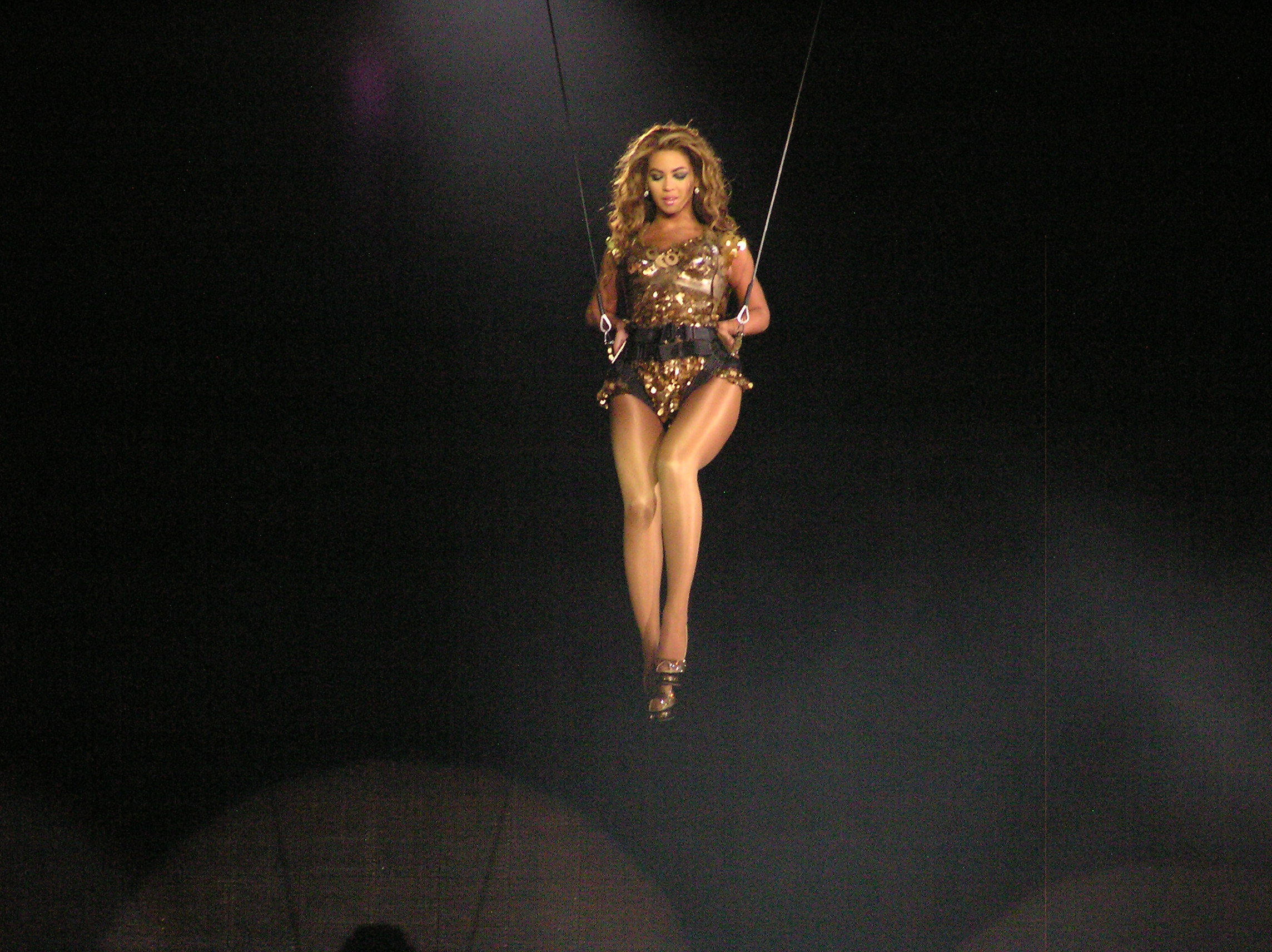
Beyoncé esegue Baby Boy mentre vola sul pubblico tramite delle imbracature

Il terzo atto si apre con un medley eseguito dalle coriste e un video dove appaiono il lato sensibile di Beyoncé e il suo alter-ego Sasha Fierce. Poco dopo, l'artista riappare in scena ed esegue Baby Boy con delle imbracature che la sollevano in aria . Una volta scesa a terra su un secondo palco e terminata la canzone, Beyoncé esegue una cover di Dawn Penn: You Don't Love Me (No, No, No) e una breve versione di Irreplaceable, per la quale invita il pubblico a cantare i versi "to the left, to the left". Successivamente, Beyoncé osserva uno ad uno i suoi fan e descrive il loro look, per poi cantare Check On It e un medley di alcuni brani del suo gruppo, le Destiny's Child, ossia Bootylicious, Jumpin' , Jumpin', Independent Women, Bills, Bills, Bills e Survivor. I prossimi brani ad essere eseguiti sono Upgrade U e Video Phone. Durante questi due brani, Knowles è accompagnata da due ballerine e tre ballerini, uno dei quali registrò con una videocamera alcuni loro passi di danza. Per la performance di Say My Name, la cantante interagisce con una delle persone fra il pubblico, chiedendo quale sia il suo nome. Beyoncé, a questo punto, torna sul palco principale ed esegue At Last con un abito adornato di luci che illuminano l'arena.
L'ultima parte dello show comincia con la hit Single Ladies (Put a Ring on It), durante la quale sullo schermo appaiono vari video dove delle persone, tra cui Barack Obama, tentano di imitare la coreografia del brano. Come finale, Beyoncè esegue una versione estesa di Halo, mentre passa per il pubblico e tocca le mani a tanta gente, per poi tornare sul palco e dire ripetutamente "I am, I am...", fino a dire "I am...Yours" e chiudere lo show.

## Scaletta

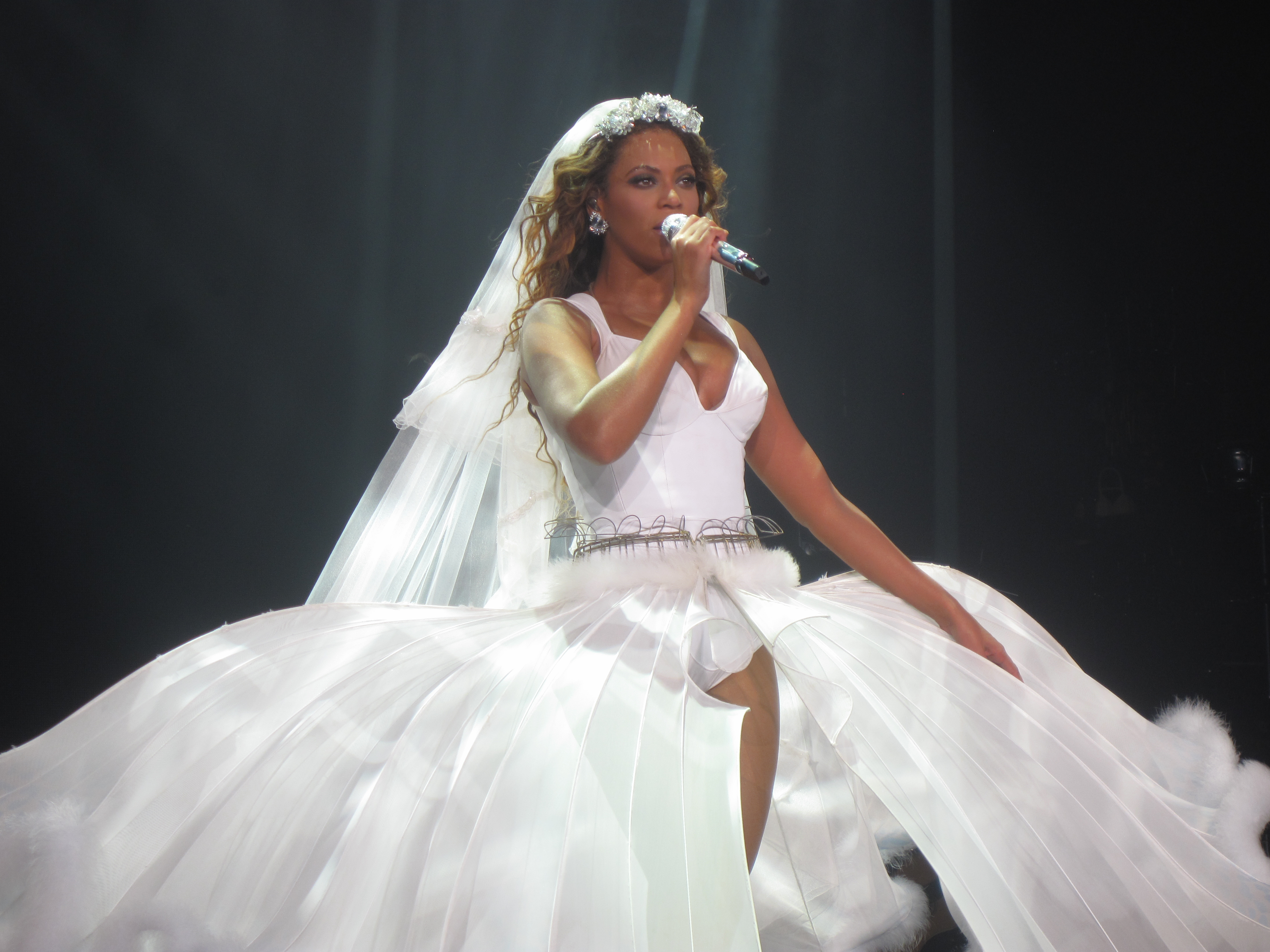
Beyoncè durante Ave Maria

La scaletta è relativa alla data di New York del 21 giugno 2009. Non rappresenta quella di tutte le altre date del tour.
1. Crazy in Love
2. Naughty Girl
3. Freakrum Dress
4. Get Me Bodied
5. Smash Into You
6. Ave Maria / Angel
7. Broken-Hearted Girl
8. If I Were a Boy / You Oughta Know
9. Diva
10. Radio
11. Me, Myself and I
12. Ego
13. Hello
14. Baby Boy
15. Irreplaceable
16. Check on It
17. Destiny's Child Medley: Bootylicious / Bug a Boo / Jumpin', Jumpin'
18. Upgrade U
19. Video Phone
20. Say My Name
21. At Last
22. Listen
23. Single Ladies (Put a Ring on It)
24. Halo

## Artisti d'apertura
La seguente lista rappresenta il numero correlato agli artisti d'apertura nella tabella delle date del tour.
- Eva Avila = 1
- Linda Teodosiu = 2
- Ildiko Keresztes and Karmatronic = 3
- Marek Ztracený = 4
- Humphrey = 5
- DJ Lester & Abdou = 6
- Miguel Simões and Verinha Mágica = 7
- Labuat = 8
- Shontelle = 9
- RichGirl = 10
- Flo Rida = 11
- Jessica Mauboy = 12
- Zarif = 13
- Ivete Sangalo = 14
- Wanessa = 15
- Ádammo = 16

## Date
| Data              | Città               | Stato               | Luogo                            | Artisti d'apertura | Biglietti (venduti / disponibili) | Incasso      |
| Nord America      | Nord America        | Nord America        | Nord America                     | Nord America       | Nord America                      | Nord America |
| ----------------- | ------------------- | ------------------- | -------------------------------- | ------------------ | --------------------------------- | ------------ |
| 26 marzo 2009     | Edmonton            | Canada              | Rexall Place                     | 1                  | N.D.                              | N.D.         |
| 27 marzo 2009     | Saskatoon           | Canada              | Credit Union Centre              | 1                  | N.D.                              | N.D.         |
| 28 marzo 2009     | Winnipeg            | Canada              | MTS Centre                       | 1                  | N.D.                              | N.D.         |
| 31 marzo 2009     | Vancouver           | Canada              | General Motors Place             | 1                  | 10.685 / 12.595                   | $888.305     |
| 1º aprile 2009    | Seattle             | Stati Uniti         | KeyArena                         | 1                  | N.D.                              | N.D.         |
| Europa            |                     |                     |                                  |                    |                                   |              |
| 26 aprile 2009    | Zagabria            | Croazia             | Arena Zagreb                     | N.D.               | 16.599 / 17.190                   | $810.754     |
| 28 aprile 2009    | Vienna              | Austria             | Wiener Stadthalle                | 2                  | N.D.                              | N.D.         |
| 29 aprile 2009    | Budapest            | Ungheria            | Budapest Sports Arena            | 3                  | N.D.                              | N.D.         |
| 30 aprile 2009    | Praga               | Repubblica Ceca     | O2 Arena                         | 4                  | 10.615 / 10.951                   | $624.987     |
| 2 maggio 2009     | Rotterdam           | Paesi Bassi         | Ahoy Rotterdam                   | N.D.               | 20.297 / 20.297                   | $1.329.275   |
| 3 maggio 2009     | Rotterdam           | Paesi Bassi         | Ahoy Rotterdam                   | N.D.               | 20.297 / 20.297                   | $1.329.275   |
| 5 maggio 2009     | Parigi              | Francia             | Palazzo dello Sport              | 5                  | 16.149 / 16.149                   | $1.142.061   |
| 6 maggio 2009     | Strasburgo          | Francia             | Zenith di Strasburgo             | 5                  | 5.869 / 10.300                    | $353.644     |
| 7 maggio 2009     | Anversa             | Belgio              | Sportpaleis                      | 6                  | 15.780 / 15.836                   | $1.033.927   |
| 8 maggio 2009     | Berlino             | Germania            | O2 World                         | 2                  | 12.477 / 12.477                   | $609.712     |
| 10 maggio 2009    | Herning             | Danimarca           | Hall M                           | N.D.               | N.D.                              | N.D.         |
| 11 maggio 2009    | Göteborg            | Svezia              | Scandinavium                     | N.D.               | 8.271 / 8.500                     | $611.707     |
| 13 maggio 2009    | Stoccolma           | Svezia              | Ericsson Globe                   | N.D.               | 10.640 / 10.640                   | $728.113     |
| 15 maggio 2009    | Oberhausen          | Germania            | König Pilsener Arena             | 2                  | 9.832 / 10.037                    | $514.196     |
| 16 maggio 2009    | Zurigo              | Svizzera            | Hallenstadion                    | 2                  | 12.180 / 12.240                   | $900.936     |
| 18 maggio 2009    | Lisbona             | Portogallo          | Pavilhão Atlântico               | 7                  | 17.944 / 18.649                   | $890.173     |
| 19 maggio 2009    | Madrid              | Spagna              | Palacio Vistalegre               | N.D.               | 15.061 / 15.061                   | $917.996     |
| 20 maggio 2009    | Barcellona          | Spagna              | Palau Sant Jordi                 | 8                  | 10.560 / 11.650                   | $673.865     |
| 22 maggio 2009    | Newcastle upon Tyne | Regno Unito         | Metro Radio Arena                | 9                  | 21.962 / 21.962                   | $2.331.923   |
| 23 maggio 2009    | Birmingham          | Regno Unito         | National Indoor Arena            | 9                  | 22.384 / 22.420                   | $2.437.695   |
| 25 maggio 2009    | Londra              | Regno Unito         | The O2 Arena                     | 9                  | 91.746 / 91.746                   | $9.061.819   |
| 26 maggio 2009    | Londra              | Regno Unito         | The O2 Arena                     | 9                  | 91.746 / 91.746                   | $9.061.819   |
| 27 maggio 2009    | Manchester          | Regno Unito         | Manchester Evening News Arena    | 9                  | 29.310 / 29.754                   | $3.266.557   |
| 29 maggio 2009    | Dublino             | Irlanda             | The O2                           | 9                  | 75.660 / 75.660                   | $8.491.788   |
| 30 maggio 2009    | Dublino             | Irlanda             | The O2                           | 9                  | 75.660 / 75.660                   | $8.491.788   |
| 31 maggio 2009    | Belfast             | Regno Unito         | Odyssey Arena                    | 9                  | 29.356 / 29.356                   | $2.794.877   |
| 1º giugno 2009    | Belfast             | Regno Unito         | Odyssey Arena                    | 9                  | 29.356 / 29.356                   | $2.794.877   |
| 3 giugno 2009     | Dublino             | Irlanda             | The O2                           | 9                  | [ 11 ]                            | [ 11 ]       |
| 4 giugno 2009     | Dublino             | Irlanda             | The O2                           | 9                  | [ 11 ]                            | [ 11 ]       |
| 6 giugno 2009     | Liverpool           | Regno Unito         | Echo Arena Liverpool             | 9                  | 21.590 / 21.605                   | $2.469.029   |
| 7 giugno 2009     | Sheffield           | Regno Unito         | Sheffield Arena                  | 9                  | 11.049 / 11.049                   | $889.562     |
| 8 giugno 2009     | Londra              | Regno Unito         | The O2 Arena                     | 9                  | [ 12 ]                            | [ 12 ]       |
| 9 giugno 2009     | Londra              | Regno Unito         | The O2 Arena                     | 9                  | [ 12 ]                            | [ 12 ]       |
| Nord America      |                     |                     |                                  |                    |                                   |              |
| 21 giugno 2009    | New York            | Stati Uniti         | Madison Square Garden            | 10                 | 27.580 / 27.710                   | $3.526.375   |
| 22 giugno 2009    | New York            | Stati Uniti         | Madison Square Garden            | 10                 | 27.580 / 27.710                   | $3.526.375   |
| 23 giugno 2009    | Baltimora           | Stati Uniti         | 1st Mariner Arena                | 10                 | 8.619 / 11.726                    | $683.904     |
| 24 giugno 2009    | Washington          | Stati Uniti         | Verizon Center                   | 10                 | 13.736 / 13.736                   | $1.390.421   |
| 26 giugno 2009    | Filadelfia          | Stati Uniti         | Wachovia Center                  | 10                 | 14.971 / 14.971                   | $1.377.995   |
| 27 giugno 2009    | Greensboro          | Stati Uniti         | Greensboro Coliseum              | 10                 | 10.600 / 10.600                   | $779.424     |
| 29 giugno 2009    | Sunrise             | Stati Uniti         | BankAtlantic Center              | 10                 | 12.629 / 13.209                   | $1.015.893   |
| 1º luglio 2009    | Atlanta             | Stati Uniti         | Philips Arena                    | 10                 | 13.949 / 13.949                   | $1.281.632   |
| 3 luglio 2009     | New Orleans         | Stati Uniti         | Louisiana Superdome              | N.D.               | N.D.                              | N.D.         |
| 4 luglio 2009     | Houston             | Stati Uniti         | Toyota Center                    | 10                 | 13.130 / 13.130                   | $1.158.361   |
| 5 luglio 2009     | Dallas              | Stati Uniti         | American Airlines Center         | 10                 | 11.319 / 11.906                   | $981.124     |
| 7 luglio 2009     | Phoenix             | Stati Uniti         | US Airways Center                | 10                 | 8.831 / 12.727                    | $483.805     |
| 9 luglio 2009     | Sacramento          | Stati Uniti         | ARCO Arena                       | 10                 | 7.770 / 11.214                    | $583.801     |
| 10 luglio 2009    | Oakland             | Stati Uniti         | Oracle Arena                     | 10                 | 11.121 / 12.524                   | $1.016.012   |
| 11 luglio 2009    | Anaheim             | Stati Uniti         | Honda Center                     | 10                 | 9.924 / 12.287                    | $937.185     |
| 13 luglio 2009    | Los Angeles         | Stati Uniti         | Staples Center                   | 10                 | 12.738 / 14.217                   | $1.437.146   |
| 16 luglio 2009    | Minneapolis         | Stati Uniti         | Target Center                    | 10                 | 6.856 / 8.404                     | $633.501     |
| 17 luglio 2009    | Chicago             | Stati Uniti         | United Center                    | 10                 | 13.852 / 14.773                   | $1.359.250   |
| 18 luglio 2009    | Auburn Hills        | Stati Uniti         | The Palace of Auburn Hills       | 10                 | 13.540 / 13.540                   | $860.250     |
| 20 luglio 2009    | Toronto             | Canada              | Molson Amphitheatre              | 10                 | 15.427 / 16.000                   | $1.085.943   |
| 21 luglio 2009    | Montréal            | Canada              | Centre Bell                      | 10                 | 6.732 / 8.630                     | $640.294     |
| 23 luglio 2009    | Uncasville          | Stati Uniti         | Mohegan Sun Arena                | 10                 | 6.729 / 7.222                     | $572.150     |
| 24 luglio 2009    | East Rutherford     | Stati Uniti         | Izod Center                      | 10                 | 10.435 / 13.702                   | $968.245     |
| 30 luglio 2009    | Las Vegas           | Stati Uniti         | Encore Theater                   | N.D.               | N.D.                              | N.D.         |
| 31 luglio 2009    | Las Vegas           | Stati Uniti         | Encore Theater                   | N.D.               | N.D.                              | N.D.         |
| 1º agosto 2009    | Las Vegas           | Stati Uniti         | Encore Theater                   | N.D.               | N.D.                              | N.D.         |
| 2 agosto 2009     | Las Vegas           | Stati Uniti         | Encore Theater                   | N.D.               | N.D.                              | N.D.         |
| Asia              |                     |                     |                                  |                    |                                   |              |
| 7 agosto 2009     | Osaka               | Giappone            | Maishima Sports Island           | N.D.               | N.D.                              | N.D.         |
| 9 agosto 2009     | Chiba               | Giappone            | Chiba Marine Stadium             | N.D.               | N.D.                              | N.D.         |
| Europa            |                     |                     |                                  |                    |                                   |              |
| 29 agosto 2009    | Donec'k             | Ucraina             | Donbass Arena                    | N.D.               | N.D.                              | N.D.         |
| Oceania           |                     |                     |                                  |                    |                                   |              |
| 15 settembre 2009 | Melbourne           | Australia           | Rod Laver Arena                  | 11 ; 12            | 23.448 / 24.548                   | $2.686.497   |
| 16 settembre 2009 | Melbourne           | Australia           | Rod Laver Arena                  | 11 ; 12            | 23.448 / 24.548                   | $2.686.497   |
| 18 settembre 2009 | Sydney              | Australia           | Acer Arena                       | 11 ; 12            | 29.584 / 29.584                   | $3.679.733   |
| 19 settembre 2009 | Sydney              | Australia           | Acer Arena                       | 11 ; 12            | 29.584 / 29.584                   | $3.679.733   |
| 20 settembre 2009 | Brisbane            | Australia           | Brisbane Entertainment Centre    | 11 ; 12            | N.D.                              | N.D.         |
| 22 settembre 2009 | Adelaide            | Australia           | Adelaide Entertainment Centre    | 11 ; 12            | N.D.                              | N.D.         |
| 24 settembre 2009 | Perth               | Australia           | Burswood Dome                    | 11 ; 12            | N.D.                              | N.D.         |
| Asia              |                     |                     |                                  |                    |                                   |              |
| 26 settembre 2009 | Singapore           | Singapore           | Fort Canning                     | N.D.               | N.D.                              | N.D.         |
| 12 ottobre 2009   | Kōbe                | Giappone            | World Memorial Hall              | N.D.               | N.D.                              | N.D.         |
| 13 ottobre 2009   | Osaka               | Giappone            | Osaka-jō Hall                    | N.D.               | N.D.                              | N.D.         |
| 15 ottobre 2009   | Nagoya              | Giappone            | Nippon Gaishi Hall               | N.D.               | N.D.                              | N.D.         |
| 17 ottobre 2009   | Saitama             | Giappone            | Saitama Super Arena              | N.D.               | N.D.                              | N.D.         |
| 18 ottobre 2009   | Saitama             | Giappone            | Saitama Super Arena              | N.D.               | N.D.                              | N.D.         |
| 20 ottobre 2009   | Seul                | Corea del Sud       | Olympic Gymnastics Arena         | N.D.               | N.D.                              | N.D.         |
| 21 ottobre 2009   | Seul                | Corea del Sud       | Olympic Gymnastics Arena         | N.D.               | N.D.                              | N.D.         |
| 23 ottobre 2009   | Pechino             | Cina                | Wukesong Indoor Stadium          | N.D.               | N.D.                              | N.D.         |
| 29 ottobre 2009   | Abu Dhabi           | Emirati Arabi Uniti | Yas Arena                        | N.D.               | N.D.                              | N.D.         |
| Europa            |                     |                     |                                  |                    |                                   |              |
| 2 novembre 2009   | Mosca               | Russia              | Olimpijskij                      | N.D.               | N.D.                              | N.D.         |
| Africa            |                     |                     |                                  |                    |                                   |              |
| 6 novembre 2009   | Marsa Alam          | Egitto              | Riviera del Mar Rosso            | N.D.               | N.D.                              | N.D.         |
| Europa            |                     |                     |                                  |                    |                                   |              |
| 8 novembre 2009   | Atene               | Grecia              | Olympic Indoor Hall              | N.D.               | N.D.                              | N.D.         |
| 11 novembre 2009  | Liverpool           | Regno Unito         | Echo Arena                       | 13                 | [ 32 ]                            | [ 32 ]       |
| 12 novembre 2009  | Birmingham          | Regno Unito         | National Indoor Arena            | 13                 | [ 33 ]                            | [ 33 ]       |
| 14 novembre 2009  | Londra              | Regno Unito         | The O2 Arena                     | 13                 | [ 12 ]                            | [ 12 ]       |
| 15 novembre 2009  | Londra              | Regno Unito         | The O2 Arena                     | 13                 | [ 12 ]                            | [ 12 ]       |
| 16 novembre 2009  | Londra              | Regno Unito         | The O2 Arena                     | 13                 | [ 12 ]                            | [ 12 ]       |
| 18 novembre 2009  | Manchester          | Regno Unito         | Manchester Evening News Arena    | 13                 | [ 34 ]                            | [ 34 ]       |
| 19 novembre 2009  | Newcastle upon Tyne | Regno Unito         | Metro Radio Arena                | 13                 | [ 35 ]                            | [ 35 ]       |
| 20 novembre 2009  | Nottingham          | Regno Unito         | Trent FM Arena                   | 13                 | 8.492 / 9.670                     | $1.252.080   |
| 22 novembre 2009  | Dublino             | Irlanda             | The O2                           | 13                 | [ 11 ]                            | [ 11 ]       |
| 23 novembre 2009  | Dublino             | Irlanda             | The O2                           | 13                 | [ 11 ]                            | [ 11 ]       |
| 24 novembre 2009  | Belfast             | Regno Unito         | Odyssey Arena                    | 13                 | [ 36 ]                            | [ 36 ]       |
| Sud America       |                     |                     |                                  |                    |                                   |              |
| 4 febbraio 2010   | Florianópolis       | Brasile             | Planeta Atlântida                | N.D.               | 20.362 / 20.362                   | $2.417.000   |
| 6 febbraio 2010   | San Paolo           | Brasile             | Stadio Morumbi                   | 14                 | 52.757 / 52.757                   | $4.264.700   |
| 7 febbraio 2010   | Rio de Janeiro      | Brasile             | HSBC Arena                       | 15                 | 28.686 / 28.686                   | $2.934.390   |
| 8 febbraio 2010   | Rio de Janeiro      | Brasile             | HSBC Arena                       | 15                 | 28.686 / 28.686                   | $2.934.390   |
| 10 febbraio 2010  | Salvador            | Brasile             | Parco della Fiera di Salvador    | N.D.               | 28.776 / 28.776                   | $2.676.240   |
| 12 febbraio 2010  | Buenos Aires        | Argentina           | Ippodromo di San Isidro          | N.D.               | N.D.                              | N.D.         |
| 14 febbraio 2010  | Santiago del Cile   | Cile                | Movistar Arena                   | N.D.               | N.D.                              | N.D.         |
| 16 febbraio 2010  | Lima                | Perù                | Esterno dello stadio Monumentale | 16                 | 25.578 / 25.578                   | $2.257.379   |
| 18 febbraio 2010  | Port of Spain       | Trinidad e Tobago   | Queen's Park Savannah            | N.D.               | N.D.                              | N.D.         |
| Totale            | Totale              | Totale              | Totale                           | Totale             | 980.715 / 993.684 (98.6%)         | $95.656.252  |

### Cancellazioni
| Data              | Città         | Stato                 | Luogo                  | Causa                            |
| Nord America      | Nord America  | Nord America          | Nord America           | Nord America                     |
| ----------------- | ------------- | --------------------- | ---------------------- | -------------------------------- |
| 22 luglio 2009    | Mansfield     | Stati Uniti           | Comcast Center         | Problemi logistici               |
| Oceania           |               |                       |                        |                                  |
| 20 settembre 2009 | Sydney        | Australia             | Acer Arena             | Cambio di programma              |
| Asia              |               |                       |                        |                                  |
| 25 ottobre 2009   | Kuala Lumpur  | Malaysia              | Stadio nazionale       | Opposizione del Partito Islamico |
| Europa            |               |                       |                        |                                  |
| 28 ottobre 2009   | Istanbul      | Turchia               | Stadio Şükrü Saraçoğlu | Disordini nel Paese              |
| Africa            |               |                       |                        |                                  |
| 31 ottobre 2009   | Addis Abeba   | Etiopia               | Millennium Hall        | Disaccordi con l’arena           |
| Centro America    |               |                       |                        |                                  |
| 20 febbraio 2010  | San Juan      | Porto Rico            | Coliseo di Porto Rico  | Cause sconosciute                |
| 20 marzo 2010     | Santo Domingo | Repubblica Dominicana | Stadio olimpico        | Cause sconosciute                |